# 最佳男主角 (香港電視節目)
《最佳男主角》（英語：Telling Maria）是香港電視廣播有限公司攝製的娛樂清談節目，由黎芷珊擔任主持。第一輯節目共20集節目，於2012年10月8日至11月2日逢週一至五22:30-23:00於翡翠台、高清翡翠台播出，而特備節目《最佳男主角 絕密檔案》於2012年11月11日週日22:00-23:00於翡翠台、高清翡翠台播出；第二輯節目共10集，於2015年4月13日至4月24日逢週一至五22:30-23:00於翡翠台、高清翡翠台播出。另外，節目播出後於myTV提供節目重溫。本節目是無綫電視45周年台慶推介資訊節目之一。
另外，第一輯節目從2012年11月9日起逢星期五晚上11時於加拿大新時代電視播映。
黎芷珊憑本節目榮獲《萬千星輝頒獎典禮2012》「最佳節目主持」獎。

## 每集嘉賓

### 第一輯
| 集數     | 播映日期 | 嘉賓     | 曾獲獎項 |
| 01       | 10月8日  | 劉德華   | 香港電影金像獎「最佳男主角」：2000年、2004年、2012年 台灣金馬獎「最佳男主角」：2004年、2011年 香港電影金紫荊獎「最佳男主角」： 2001年 香港電影評論學會大獎「最佳男主角」： 2003年 華語電影傳媒大獎「最佳男主角」：2004年 西班牙錫切斯電影節「最佳男主角」：2013年 金太陽電影大賞「最佳男演員」：1999年 |
| 02       | 10月9日  | 劉青雲   | 香港電影金像獎「最佳男主角」：2007年、2015年 台灣金馬獎「最佳男主角」：2012年 香港電影金紫荊獎「最佳男主角」： 2000年、2007年 香港電影評論學會獎「最佳男主角」：1998年、2001年、2012年、2015年 華語電影傳媒大獎「最佳男主角」：2012年 香港電影導演會「最佳男主角」：2015年 |
| 03       | 10月10日 | 吳鎮宇   | 第三屆香港電影評論學會大獎「最佳男主角」：1996年 台灣金馬獎「最佳男主角」：2000年 |
| 04       | 10月11日 | 黃秋生   | 香港電影金像獎「最佳男主角」：1994年、1999年、2019年 香港電影金紫荊獎「最佳男主角」：1999年、2000年 香港特區十周年電影選舉「最佳男主角」 香港電影編劇家協會「最佳電影角色奬」：2019年 |
| 05       | 10月12日 | 黃秋生   | 香港電影金像獎「最佳男主角」：1994年、1999年、2019年 香港電影金紫荊獎「最佳男主角」：1999年、2000年 香港特區十周年電影選舉「最佳男主角」 香港電影編劇家協會「最佳電影角色奬」：2019年 |
| 06       | 10月15日 | 古天樂   | 香港電影金像獎「最佳男主角」：2018年 TVB萬千星輝賀台慶－「本年度我最喜愛的男主角」：1999年、2001年 |
| 07       | 10月16日 | 鄭伊健   | 韓國富川國際Fantastic電影節「最佳男主角」：2008年 |
| 08       | 10月17日 | 梁家輝   | 香港電影金像獎「最佳男主角」：1984年、1993年、2006年、2013年 台灣金馬獎「最佳男主角」：1990年 華語電影傳媒大獎「最佳男主角」：2006年、2014年 香港電影評論學會獎「最佳男主角」：2006年、2008年 |
| 09       | 10月18日 | 謝霆鋒   | 香港電影金像獎「最佳男主角」：2011年 華鼎獎 「最佳男主角」：2013年 |
| 10       | 10月22日 | 謝霆鋒   | 香港電影金像獎「最佳男主角」：2011年 華鼎獎 「最佳男主角」：2013年 |
| 11       | 10月23日 | 謝霆鋒   | 香港電影金像獎「最佳男主角」：2011年 華鼎獎 「最佳男主角」：2013年 |
| 12       | 10月24日 | 張家輝   | 香港電影金像獎「最佳男主角」：2009年、2014年 台灣金馬獎「最佳男主角」：2009年 亞太影展「最佳男主角」：2009年 香港電影評論學會「最佳男主角」：2008年、2013年 優質華語電影大獎「最佳男主角」：2009年 長春電影節「最佳男主角」：2010年 上海國際電影節「最佳男主角」：2013年 華鼎獎 「中國最佳電影男演員」：2013年 北京大學生電影節「最佳男演員」：2013年 華語電影傳媒大獎「最佳男主角」：2013年 倫敦國際華語電影節 「最佳男主角」：2013年 |
| 13       | 10月25日 | 曾志偉   | 香港電影金像獎「最佳男主角」：1992年 |
| 14       | 10月26日 | 曾志偉   | 香港電影金像獎「最佳男主角」：1992年 |
| 15       | 10月29日 | 任賢齊   | 韓國富川國際Fantastic電影節「最佳男主角」：2010年 |
| 16       | 10月30日 | 任賢齊   | 韓國富川國際Fantastic電影節「最佳男主角」：2010年 |
| 17       | 10月31日 | 黃曉明   | 大學生電影節「最受歡迎男演員獎」：2010年 新浪電視劇排行榜第一季度頒獎禮「最佳男主角」：2007年 首屆電視劇風雲榜「最受歡迎男演員獎」：2007年 華語電影傳媒大獎票選「最受矚目男演員」：2011年 英國萬像國際華語電影節「優秀男主角」：2012年 廣州大學生電影節「最受歡迎男演員獎」：2012年 中國電影金雞獎「最佳男主角」：2013年 中國電影華表獎獲得「華表獎」「最佳男演員」：2013年                                                            |
| 18       | 11月1日  | 黃曉明   | 大學生電影節「最受歡迎男演員獎」：2010年 新浪電視劇排行榜第一季度頒獎禮「最佳男主角」：2007年 首屆電視劇風雲榜「最受歡迎男演員獎」：2007年 華語電影傳媒大獎票選「最受矚目男演員」：2011年 英國萬像國際華語電影節「優秀男主角」：2012年 廣州大學生電影節「最受歡迎男演員獎」：2012年 中國電影金雞獎「最佳男主角」：2013年 中國電影華表獎獲得「華表獎」「最佳男演員」：2013年                                                            |
| 19       | 11月2日  | 梁朝偉   | 香港電影金像獎「最佳男主角」：1994年、1997年、2000年、2002年、2004年 台灣金馬獎「最佳男主角」：1994年、2002年、2007年 香港電影金紫荊獎「最佳男主角」：1997年、2003年、2005年 康城影展「最佳男主角」：2000年 亞洲電影大獎「最佳男主角」：2008年 華語電影傳媒大獎「最佳男主角」：2001年 愛沙尼亞塔林黑夜影展「最佳男主角」：2005年 香港電影評論學會「最佳男主角」：2005年 香港電影導演會「最佳男主角」：2014年                           |
| 絕密檔案 | 11月11日 | 所有嘉賓 | － |

### 第二輯
| 集數 | 播映日期 | 嘉賓   | 曾獲獎項 |
| 01   | 4月13日  | 甄子丹 | 第二屆電影鐵象大賞「最佳男主角」：2009年 |
| 02   | 4月14日  | 甄子丹 | 第二屆電影鐵象大賞「最佳男主角」：2009年 |
| 03   | 4月15日  | 余文樂 | 韓國富川國際電影節「最佳男主角」：2008年 |
| 04   | 4月16日  | 吳孟達 | （沒有男主角獲獎紀錄） |
| 05   | 4月17日  | 吳孟達 | （沒有男主角獲獎紀錄） |
| 06   | 4月20日  | 謝賢   | 香港電影評論學會大奬「最佳男演員」：2022年 香港電影導演會年度大獎「最佳男主角」：2022年 香港電影編劇家協會「最佳電影角色奬」：2022年 香港電影金像獎「最佳男主角」：2022年 |
| 07   | 4月21日  | 謝賢   | 香港電影評論學會大奬「最佳男演員」：2022年 香港電影導演會年度大獎「最佳男主角」：2022年 香港電影編劇家協會「最佳電影角色奬」：2022年 香港電影金像獎「最佳男主角」：2022年 |
| 08   | 4月22日  | 刘恺威 | 第13届华鼎奖中国古装题材电视剧最佳男演员：2014年 第2届亚洲彩虹奖优秀男演员：2014年                                                                                        |
| 09   | 4月23日  | 洪金寶 | 香港電影金像獎「最佳男主角」：1983年、1989年 第33屆亞太影展「最佳男主角」：1989年                                                                                         |
| 10   | 4月24日  | 洪金寶 | 香港電影金像獎「最佳男主角」：1983年、1989年 第33屆亞太影展「最佳男主角」：1989年                                                                                         |

## 收視
以下為本節目於香港無綫電視翡翠台、高清翡翠台之收視紀錄：

### 第一輯
| 週次 | 集數     | 日期                    | 平均收視 | 最高收視 |
| ---- | -------- | ----------------------- | -------- | -------- |
| 1    | 01-05    | 2012年10月8日-10月12日  | 24點     | 26點     |
| 2    | 06-09    | 2012年10月15日-10月18日 | 24點     |          |
| 3    | 10-14    | 2012年10月22日-10月26日 | 24點     | 26點     |
| 4    | 15-19    | 2012年10月29日-11月2日  | 22點     |          |
| 5    | 絕密檔案 | 2012年11月11日          | 20點     | 22點     |

### 第二輯
| 週次 | 集數  | 日期                  | 平均收視 |
| ---- | ----- | --------------------- | -------- |
| 1    | 01-05 | 2015年4月13日-4月17日 | 20點     |
| 2    | 06-10 | 2015年4月20日-4月24日 | 20點     |

## 記事
- 2012年10月8日：於將軍澳PopCornSTAR Cinema戲院舉行記者會，介紹本節目。
- 2012年10月19日：由於播映劇集《天梯》兩小時半大結局，本節目暫停播映。
- 2012年11月11日：特備節目《最佳男主角 絕密檔案》在22:00-23:00於翡翠台、高清翡翠台播映。

## 外部連結
- 無綫電視節目網頁 - 最佳男主角（第一輯） （页面存档备份，存于）
- 無綫電視節目網頁 - 最佳男主角（第二輯） （页面存档备份，存于）

## 電視節目的變遷
| 香港無綫電視翡翠台、高清翡翠台 星期一至五 22:30-23:00 時段                                                                                                 | 香港無綫電視翡翠台、高清翡翠台 星期一至五 22:30-23:00 時段                                                                                                   | 香港無綫電視翡翠台、高清翡翠台 星期一至五 22:30-23:00 時段 |
| --- | --- | ---------------------------------------------------------- |
| | 最佳男主角（第一輯） (第1-9集) （2012.10.08 - 2012.10.18）                                                                                                   |                                                            |
| 千奇百趣東南亞 （2012.08.20 - 2012.10.05） | 天梯 (大結局) (香港首播版第24集，原裝版第24-25集) 星期五 （2012.10.19）(20:30-23:00) 最佳男主角（第一輯） (第10-19集) 星期一至五 （2012.10.22 - 2012.11.02） |                                                            |
| 最佳男主角（第一輯） (第1-9集) 星期一至五 （2012.10.08 - 2012.10.18） 天梯 (大結局) (香港首播版第24集，原裝版第24-25集) 星期五 （2012.10.19）(20:30-23:00) | 最佳男主角（第一輯） (第10-19集) （2012.10.22 - 2012.11.02）                                                                                                 | 走過烽火大地 （2012.11.05 - 2012.11.16）                   |
| 香港無綫電視翡翠台、高清翡翠台 星期日 22:00-23:00 時段 | |                                                            |
| 雷霆掃毒 (大結局) (香港首播版第29集，原裝版第29-30集) （2012.11.04）(21:00-23:00)                                                                          | 最佳男主角 絕密檔案 （2012.11.11） | 順峰順水 （2012.11.18 - 2013.06.30）                       |

| 香港無綫電視翡翠台、高清翡翠台 星期一至五 22:30-23:00 時段 | 香港無綫電視翡翠台、高清翡翠台 星期一至五 22:30-23:00 時段 | 香港無綫電視翡翠台、高清翡翠台 星期一至五 22:30-23:00 時段 |
| ---------------------------------------------------------- | ---------------------------------------------------------- | ---------------------------------------------------------- |
|                                                            | 最佳男主角（第二輯） （2015.04.13 - 2015.04.24）           |                                                            |
| 至尊街頭魔法王 （2015.03.30 - 2015.04.10）                 | 食平3D （2015.04.27 - 2015.06.19）                         |                                                            |